# Waldemar Marner
Waldemar Marner (* 3. Februar 1927 in Nastätten; † Juni 2003) war ein deutscher Jurist und Landrat des Landkreises St. Wendel.

## Leben
Nach Ende seiner schulischen Ausbildung absolvierte Marner ein Studium der Rechtswissenschaften. 1953 wurde er mit der Schrift Die Verfassung des Herzogtums Nassau von 1814, ihre Entstehung und Entwicklung zum Dr. iur. promoviert. Im Anschluss war er als Jurist bei den Landratsämtern Merzig-Wadern und Ottweiler, sowie als Amtsvorsteher in der Gemeinde Eppelborn tätig. Am 23. März 1974 wurde er als Nachfolger von Gerhard Breit zum Landrat des Landkreises St. Wendel ernannt. Während seiner ersten Amtszeit wurde u. a. ab dem Jahr 1976 das Freizeitzentrum Bostalsee geplant und umgesetzt, sowie im Jahr 1983 das Amt für Wirtschaftsförderung aufgebaut. Nach der erfolgreichen Wiederwahl am 26. September 1986 erfolgte die »Kommunalisierung« des Landrates. Dies bedeutete, dass der Landrat nicht mehr nach Zustimmung des Kreistages durch den Innenminister auf Lebenszeit ernannt, sondern nach Änderung des Kommunalgesetzes die Stelle als Landrat öffentlich ausgeschrieben werden musste und der Landrat dann nach Wahl durch den Kreistag für die Dauer von 10 Jahren gewählt wurde. Im Januar 1992 war er noch Initiator des Unternehmens- und Technologiezentrums St. Wendel, bevor er zum 21. Februar 1992 in den Ruhestand versetzt wurde.

## Weitere Tätigkeiten
- Verwaltungsratsvorsitzender der Kreissparkasse St. Wendel
- 7. Oktober 1992: Wahl zum Vorsitzenden des Deutsch-Amerikanischen Freundeskreises[1][5]
- bis 2000: Kreisvorsitzender des Deutschen Roten Kreuzes (DRK)

## Auszeichnungen
- 2. Juni 1992: Verleihung der Verdienstmedaille der Saarländischen Handelskammer
- 8. November 1999: Verleihung des Ehrenzeichens des DRK[1]

## Familie
Waldemar Marner hatte mit seiner Ehefrau Gerda eine gemeinsame Tochter.